# Brittany Lincicome
Brittany Grace Lincicome (St. Petersburg, 19 september 1985) is een Amerikaanse golfprofessional. Ze debuteerde in 2004 op de LPGA Tour.

## Loopbaan
In begin de jaren 2000 won Lincicome enkele titels bij de American Junior Golf Association, een Amerikaanse golfbond bij de junioren. In 2004 debuteerde ze als amateur op de LPGA Tour nadat ze zich kwalificeerde of uitgenodigd was voor het US Women's Open en de State Farm Classic. Tussendoor werd ze ook golfprofessional.
In 2005 speelde ze haar eerste volledige golfseizoen op de LPGA Tour. In juli 2006 behaalde ze haar eerste LPGA-zege door het HSBC Women's World Match Play Championship te winnen. In april 2009 won ze met het Kraft Nabisco Championship haar eerste major.

## Prestaties

### Professional
LPGA Tour
| Nr. | Datum            | Toernooi                              | Score           | Score | Info                            |
| --- | ---------------- | ------------------------------------- | --------------- | ----- | ------------------------------- |
| 1   | 9 juli 2006      | Women's World Match Play Championship | 3&2             | 3&2   | runner-up: Juli Inkster         |
| 2   | 15 april 2007    | Ginn Open                             | 67-72-67-72=278 | –10   |                                 |
| 3   | 5 april 2009     | Kraft Nabisco Championship            | 66-74-70-69=279 | –9    |                                 |
| 4   | 5 juni 2011      | ShopRite LPGA Classic                 | 72-64-66=202    | –11   |                                 |
| 5   | 28 augustus 2011 | CN Canadian Women's Open              | 68-68-69-70-275 | –13   |                                 |
| 6   | 5 april 2009     | ANA Inspiration                       | 72-68-70-69=279 | –9    | Won de play-off van Stacy Lewis |

| major |

## Teamcompetities
Amateur
- Junior Solheim Cup ( USA): 2002 (winnaars), 2003

Professional
- Solheim Cup ( USA): 2007 (winnaars), 2009 (winnaars), 2011, 2013
- Lexus Cup (Internationale team): 2006, 2007